# Simon Kofe

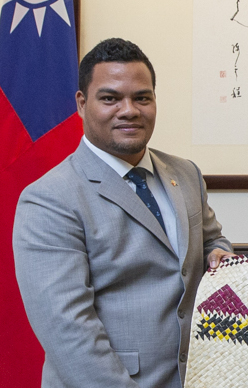
Simon Kofe (2019)

Simon Kofe (* um 1983) ist ein tuvaluischer Politiker. Von 2019 bis 2023 war er Justiz-, Kommunikations- und Außenminister des Inselstaates in der Regierung von Premierminister Kausea Natano, seit 2024 gehört er der Regierung von Feleti Teo als Minister für Transport, Energie, Kommunikation und Innovation an. Seit 2018 sitzt er zudem im Fale i Fono, dem Parlament Tuvalus.

## Leben

### Ausbildung und Karriere als Jurist
Kofe verbrachte seine Kindheit und Jugend in verschiedenen Ländern Ozeaniens, je nachdem, wo seine Eltern gerade arbeiteten. Seine Grundschulbildung erhielt er in Suva auf Fidschi, wo sein Vater als Dozent an der University of the South Pacific arbeitete. Danach war er Schüler unterschiedlicher weiterführender Schulen. 2004 bekam er an der University of the South Pacific den Abschluss Bachelor of Laws und Professional Diploma in Legal Practice. Danach arbeitete er für einige Zeit als Anwalt auf Fidschi, übernahm dann aber verschiedene Beamtenposten in Tuvalu. Er war unter anderem juristischer Berater des Fischereiministeriums Tuvalus, Assistant People’s Lawyer und Crown Counsel in der Generalstaatsanwaltschaft.
2014 machte er zusätzlich einen Master im internationalen Seerecht an der Universität Malta beziehungsweise am dortigen International Maritime Law Institute. Seine Masterarbeit widmete sich den juristischen Folgen der globalen Erwärmung auf sein Heimatland. Im September des gleichen Jahres wurde er vom Generalgouverneur Tuvalus, Iakoba Italeli, zum Senior Magistrate (etwa einem vorsitzenden Richter entsprechend) des Office of the Judiciary von Tuvalu ernannt. In dieser Funktion befand er 2016 den ehemaligen tuvaluischen Premierminister Apisai Ielemia der Korruption für schuldig und verhängte gegen ihn eine zwölfmonatige Haftstrafe, die Ielemia allerdings nur an den Wochenenden absitzen musste. Zudem war er an einer Arbeitsgruppe zur Überarbeitung der tuvaluischen Verfassung beteiligt.
Kofe ist verheiratet und hat zwei Kinder.

### Politische Karriere

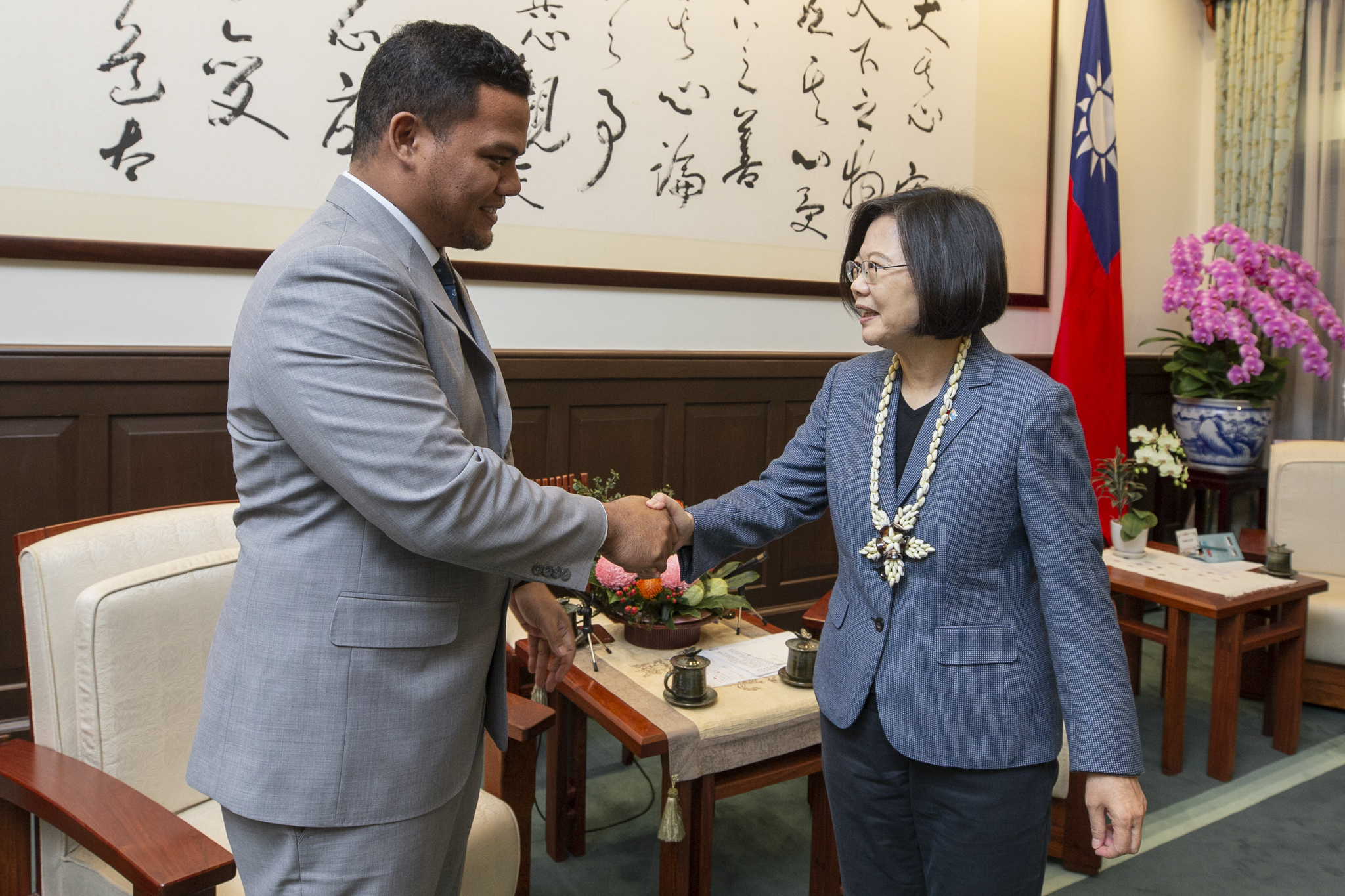
Simon Kofe und Taiwans Präsidentin Tsai Ing-wen bei Kofes Taiwan-Besuch im November 2019

2018 wurde Kofe in einer Nachwahl in das tuvaluische Parlament, das Fale i Fono, gewählt. Er nahm damit jenen Parlamentssitz ein, der durch den Rücktritt des ehemaligen Premierministers Kamuta Latasi frei geworden war. Kofe wurde zunächst Mitglied der parlamentarischen Opposition. Mit 36 Jahren war er 2019 der jüngste Parlamentsabgeordnete seines Landes. Im selben Jahr konnte er bei der regulären Parlamentswahl seinen Sitz verteidigen. Im Wahlkreis des Hauptatolls gewann er die meisten Stimmen, noch mehr als Kausea Natano. Neben Natano vertrat er Funafuti damit auch in der nächsten Legislaturperiode. Da die bisherige Regierung von Enele Sopoaga keine Mehrheit mehr hatte, stellte anschließend die Opposition um Oppositionsführer Kausea Natano die Regierung. Natano berief Kofe als Justiz-, Kommunikations- und Außenminister in sein Kabinett. Als Außenminister setzte Kofe Tuvalus Haltung im Taiwan-Konflikt fort. Tuvalu ist eines der wenigen Länder weltweit, das nicht die Volksrepublik China, sondern die Republik China (Taiwan) diplomatisch anerkennt und mit der Republik offizielle diplomatische Verbindungen pflegt. Schon im September 2019 äußerte Kofe öffentlich seine Annahme, dass sich auch unter der Regierung von Natano nichts an Tuvalus Anerkennung von Taiwan ändern werde. Im November 2019 besuchte er Taiwan. Zudem schlug er eine Kooperation ozeanischer Staaten zur Unterstützung Taiwans vor. Gleichzeitig lehnte Tuvalu Angebote der Volksrepublik China ab, für Tuvalu künstliche Inseln als Mittel gegen den Klimawandel zu erschaffen. Mit ähnlichen Förderungsversprechen hatte die Volksrepublik China schon Kiribati und die Salomonen zu einem außenpolitischen Kurswechsel gebracht.
Im Juli 2022 sagte Kofe eine Reise zur zweiten Ozeankonferenz der Vereinten Nationen in Lissabon ab, nachdem die Volksrepublik China Protest gegen die Akkreditierungen dreier taiwanesischer Mitglieder der tuvaluischen Delegation eingelegt hatte. Kofe brach die bereits begonnene Anreise nach Lissabon ab und besuchte stattdessen Australien. In mehreren Interviews betonte Kofe die engen Beziehungen zwischen Taiwan und Tuvalu. Zudem kritisierte er die geopolitischen Streitigkeiten zwischen der Volksrepublik China und den Vereinigten Staaten in Ozeanien. Vielmehr solle man die Meinungen und Stimmen der ozeanischen Länder und Leute hören. Die USA und die Volksrepublik China würden zudem beide gebraucht, um wirksam gegen den Klimawandel vorgehen zu können. Als zwei Grundsäulen der tuvaluischen Außenpolitik benannte er die lokalen traditionellen Prinzipien fale-pili und kaitasi, also in etwa „gute Nachbarschaft“ und „gemeinschaftliche Verantwortung und gemeinsamer Besitz“. Kofe bezog die Anwendung dieser beiden Grundsäulen auch auf Tuvalus Haltung in den geopolitischen Konflikten in Ozeanien.
Klimaschutz gilt als wichtiger Bestandteil von Kofes eigener außenpolitischer Schwerpunktsetzung. Internationale Aufmerksamkeit erlangte Kofe während der UN-Klimakonferenz in Glasgow 2021, in deren Rahmen er per Einspieler eine Rede hielt. Kofe stand darin korrekt gekleidet knietief im Wasser einer tuvaluischen Lagune. Er plädierte dafür, schnell globale Maßnahmen gegen den Klimawandel und den steigenden Meeresspiegel zu beschließen. Ozeanien sei vom Anstieg des Meeresspiegels besonders betroffen, Tuvalu würde ohne entsprechende Gegenmaßnahmen „versinken“. Das in Glasgow eingespielte Video wurde mit Hilfe der Tuvalu Broadcasting Corporation an der Küste der Insel Fongafale in Funafuti aufgenommen. Kurz danach äußerte Kofe Tuvalus Bestreben, selbst nach einem möglichen Untergang des gesamten Inselstaates noch als souveräner Staat anerkannt werden zu wollen. Auch sollen die Staats- bzw. Seegrenzen Tuvalus bestehen bleiben. Im Februar 2022 gab die norwegische Politikerin Guri Melby an, Kofe für sein Plädoyer für mehr Klimaschutz für den Friedensnobelpreis 2022 nominiert zu haben. Das amerikanische Magazin Time führte ihn Anfang Oktober 2022 unter seinen zehn Favoriten für den tatsächlichen Nobelpreisträger. Letztlich ging der Friedensnobelpreis an den Menschenrechtler Ales Bjaljazki und die Menschenrechtsorganisationen Memorial und Center for Civil Liberties.
Im September und Oktober 2022 wurde Kofe mehrfach als Acting Prime Minister von Tuvalu bezeichnet. Der eigentliche Premierminister Kausea Natano befand sich zu dieser Zeit auf einer Reihe von Auslandsreisen nach Taiwan und ins Vereinigte Königreich. Als Acting Prime Minister gab Kofe unter anderem mehrere Statements zum Tod von Königin Elisabeth II. ab, die über das Commonwealth of Nations auch Staatsoberhaupt von Tuvalu war, und beteiligte sich an den Feierlichkeiten zum 44. Unabhängigkeitstag von Tuvalu. Im Juli 2023 trat er als Außenminister zurück, um sich auf eine Überarbeitung der Verfassung Tuvalus zu konzentrieren. Bei den Parlamentswahlen 2024 wurde Kofe wiedergewählt. Nach der Wahl trat er als Minister für Transport, Energie, Kommunikation und Innovation in die Regierung des neuen Premierministers Feleti Teo ein.